# Manuel Pinto de Lemos
Manuel Pinto de Lemos (Campos dos Goytacazes, 1823 – Florianópolis, 20 de outubro de 1899) foi um político brasileiro.
Filho de Manuel Pinto de Lemos e de Josefa Maria das Neves.
Foi coronel comandante superior da Guarda Nacional de São José e São Miguel da Terra Firme.
Foi deputado à Assembleia Legislativa Provincial de Santa Catarina na 22ª legislatura (1878 — 1879), como suplente convocado.
Foi vice-presidente da província de Santa Catarina, nomeado por carta imperial de 26 de julho de 1879, tendo presidido a província interinamente por três vezes, de 10 de maio a 7 de julho de 1880, de 27 de janeiro a 28 de fevereiro de 1883, e de 22 de junho a 28 de junho de 1885.
Foi deputado estadual na 1ª legislatura (1894 — 1895) e na 2ª legislatura (1896 — 1897).